# Horst Keil
Horst Keil (* 16. September 1937 in Mainz; † 20. März 2006 in Leonberg) war ein deutscher evangelischer Pfarrer, Journalist und Autor.

## Leben
Horst Keil studierte Theologie in Heidelberg und Hamburg. Danach war er im Vikariat in Esslingen-Mettingen tätig. Anschließend hospitierte er beim Evangelischen Gemeindeblatt für Württemberg und beim Süddeutschen Rundfunk.
Von 1968 bis 1980 leitete er das Amt für Information der Evangelischen Landeskirche in Württemberg, das er auch aufgebaut hatte. Daraufhin war er 7 Jahre lang Gemeindepfarrer in Leonberg um danach Leiter der Evangelischen Rundfunkagentur in Stuttgart zu werden, die er bis 1991 leitete. Gleichzeitig wurde er Pressesprecher der Landeskirche. 1997 wurde er zum Öffentlichkeitsreferent des Evangelischen Oberkirchenrates berufen und war Mitglied des Medienrates der Landesanstalt für Kommunikation Baden-Württemberg. 1999 ging er in den Ruhestand.

## Schriften (Auswahl)
- Unsere württembergische Landeskirche. Quell, Stuttgart 1980, ISBN 3-7918-3161-5.
- Steine, Holz und Bilder reden – Entdeckungen in unseren württemberg. Kirchen. Quell, Stuttgart 1984, ISBN 3-7918-2163-6.
- Weihnachten – heute und damals. Quell, Stuttgart 1984, ISBN 3-7918-1065-0.
- Barmherzig sein – gesegnet leben. Quell, Stuttgart 1985, ISBN 3-7918-2014-1.
- Dein ist der Tag und dein ist die Nacht – Bilder und Betrachtungen zu den Psalmen. Quell, Stuttgart 1986, ISBN 3-7918-2011-7.
- Worte, in den Tag zu nehmen. Quell, Stuttgart 1989, ISBN 3-7918-4094-0.

| Personendaten    | Personendaten                                         |
| ---------------- | ----------------------------------------------------- |
| NAME             | Keil, Horst                                           |
| KURZBESCHREIBUNG | deutscher evangelischer Pfarrer, Journalist und Autor |
| GEBURTSDATUM     | 16. September 1937                                    |
| GEBURTSORT       | Mainz                                                 |
| STERBEDATUM      | 20. März 2006                                         |
| STERBEORT        | Leonberg                                              |